# Bert Kruismans
Bert Kruismans, pseudonyme de Bert Hilda Van der Cruyssen, né à Sint-Katherina-Lombeek (Ternat) en 1966 et demeurant à Meldert (Alost), est un humoriste belge flamand. Il est repris dans la liste des bekende Vlamingen. 

## Biographie
Bert Kruismans a commencé sa carrière au sein de Studio Brussel, à Radio Donna et dans l'entreprise publique BRT-Nachtradio, où il a travaillé comme rédacteur en chef et présentateur. Il a travaillé également comme rédacteur ou scénariste dans toute une série de programmes tels que Kriebels sur VTM, Now or Never sur VT4, Rosa sur TV1, Ombudsjan sur TV1, Raar maar waar sur VTM et De Mannen van de macht sur Canvas. Connu pour son rôle de juge dans De Rechtvaardige Rechters et comme participant du jeu De Slimste Mens ter Wereld, émission télévisée diffusée sur Één et qu'il a remportée en 2004. Il a remporté également la neuvième saison (2010) qui regroupait les gagnants des 8 précédentes ; il a ainsi reçu le titre humoristique de la personne la plus intelligente du monde.
De 2010 à 2015, il occupe la chronique « Café Serré » le lundi matin en radio francophone, sur les ondes de La Première (RTBF). Ses interventions sont empreintes d'humour et de dérision tout en faisant apparaître les aberrations du système belge et de certaines dérives séparatistes. En 2012, il présente avec l'humoriste wallon Pierre Theunis l'émission Tournée générale à la RTBF. Lors de l’Ommegang de Bruxelles de 2013, il tient le rôle de Charles Quint dans sa version flamande.

## Ouvrage
- Foert non di dju, avec Pierre Kroll, Bruxelles, Belgique, Éditions de la Renaissance, 2011  (ISBN 9782507003654).

## Traductions
1. ↑  Trac
2. ↑  Étrange mais vrai
3. ↑  Les Hommes de pouvoir
4. ↑  Les Juges impartiaux
5. ↑  L'Homme le plus intelligent du monde